# Desertoniscus zhelochovtzevi
Desertoniscus zhelochovtzevi là một loài chân đều trong họ Trachelipodidae. Loài này được Borutzkii miêu tả khoa học năm 1945.